# 富沢ひとし
富沢 ひとし（とみざわ ひとし、男性）は、日本の漫画家。
代表作は、アニメ化もされた『エイリアン9』。

## 略歴
デビュー前は板垣恵介のアシスタントをしていたこともあり、初期の作品『肥前屋十兵衛』ではどちらかというと少年漫画らしい絵柄だった。『エイリアン9』以降、アニメ風に目を大きくデフォルメしたキャラクターを描くようになるが、これは落描きをしている時にたまたま可愛い女の子が描けたので、この絵で漫画を描いてみたと語っている。
ヒット作となった『エイリアン9』は、斬新な漫画表現(記号化したキャラクター表現や、動線や集中線を使わない描写)、緻密に練り込まれた独創的な世界観、生命の再生と合成といったモチーフなどが注目され、評論家の間でも話題が集中した。
主に少年少女を主人公にしたSF作品を描いており、上記のようにキャラクターは可愛らしく描かれているが、ストーリー自体は概ね非常にシリアスである。また平行宇宙などのSF的な概念が用いられるため、作品世界はやや難解なことが多い。

## 作品リスト
- 肥前屋十兵衛 全3巻（『週刊少年チャンピオン』 1994年08号 - ）
- エイリアン9 全3巻（『ヤングチャンピオン』 1998年6月23日号 - ）
- ミルククローゼット 全4巻（『月刊アフタヌーン』 2000年3月号 - ）
- プロペラ天国 全1巻（『ウルトラジャンプ』 2000年11月号 - ）
- エイリアン9 エミュレイターズ 全1巻（『チャンピオンRED』 2002年10月号 - 2003年7月号）
- エイリアン9 コンプリート 全1巻（全3巻を1冊にまとめたもの。発売日:2003年5月）
- BR2/ブリッツ・ロワイアル 全2巻（原案：高見広春、『ヤングチャンピオン』 2003年No.13 - 2004年No.7）
- 特務咆哮艦ユミハリ 全4巻（Webコミック『幻蔵』 2004年12月号 - 2007年8月号）
- 二匹のリス（イラストを担当。Kindle版 2010年3月30日）
- ゆめにっき 全1巻（Webコミック『まんがライフWIN』 2013年5月20日 - ）
- エンチャントランド 連載中（Webコミック画楽ノ杜 2013年5月7日 - ）
- エイリアン9ネクスト 1, 2巻（同人誌 2015年8月30日 - ）

### 単行本未収録
- ラジオデパート（『アフタヌーンシーズン増刊』 Vol.14 2002年初冬号）
- エイリアン9 スペシャル（『チャンピオンRED』 2003年7月号）
- 宇宙を開拓する方法（『チャンピオンRED』 2004年9月号）
- バキ外伝GaiA（原作：板垣恵介、『週刊少年チャンピオン』 2009年04+05号）
- 弐万甲斐メノ涼夏 （『チャンピオンRED』 2010年1月号）
- 灰汁音（『ヤングチャンピオン烈』 2010年7月20日号）
- 猫缶・BAT（画楽.mag）

## アシスタント
- 田中雄一[1]